# Arthur Tyler
Arthur Tyler (n. 26 iulie 1915, Utica, New York, SUA – d. 23 august 2008, Henderson, Nevada, SUA) a fost un bober ce a reprezentat Statele Unite ale Americii, medaliat olimpic. A participat la o ediție a Jocurilor Olimpice (1956) în care a câștigat o medalie de bronz.

## Participări
Lista de mai jos prezintă principalele competiții la care a participat Arthur Tyler de-a lungul carierei.
- bobsleigh at the 1956 Winter Olympics – four-man[*]